# Barnanyálkás csigagomba
A barnanyálkás csigagomba (Hygrophorus latitabundus) a csigagombafélék családjába tartozó, Európában elterjedt, fenyvesekben élő gombafaj. 

## Megjelenése
A barnanyálkás csigagomba kalapjának átmérője 5–8 (12) cm, alakja félgömb alakúból idővel kiterülő; középen tompán púpos. Felülete nyálkás-ragadós, pereme száraz, finoman gyapjas. Színe sötétbarna, a közepén feketésbarna; az idős gomba világosabban szürkésbarnán foltosodó. Húsa vastag, ruganyos, színe fehér, a tönknél kissé okkeres. Szaga kellemes, enyhén malátaszerű, íze nem jellegzetes.
Ritkán álló lemezei vastagok, tönkhöz nőttek vagy kissé lefutók. Színük fiatalon fehéres krémszínű, később barnás. Spórapora fehér. Spórái elliptikusak, felületük sima, méretük 7,8-11,4 x 5,1-7,5.
Tönkje 6–10 (12) cm magas, 1,5–3 cm vastag. Alakja hengeres vagy orsószerű. Felülete felül finoman szemcsézett fehér színű, vékonyabbnak tűnő; az alsó része vastagon nyálkás, a nyálka alatt kalapszínű, gyűrűszerű zónákba rendeződő pikkelyekkel. 

### Hasonló fajok
A többi barna csigagombával (pl. a sárgás tönkű és lemezű fagyálló csigagombával vagy a tölgyerdőkben élő olajszínű csigagombával) lehet összetéveszteni.

## Elterjedése és termőhelye
Európában (inkább a kontinens középső és déli részén) honos. Magyarországon ritka.
Fenyőerdőkben él, ahol főleg a Pinus nemzetség (pl. erdeifenyő) fajaival alkot gyökérkapcsoltságot. A meszes talajt preferálja. Ősszel terem.
A nyálkaréteg eltávolítása után ehető, de ritkasága miatt kíméletet érdemel.  

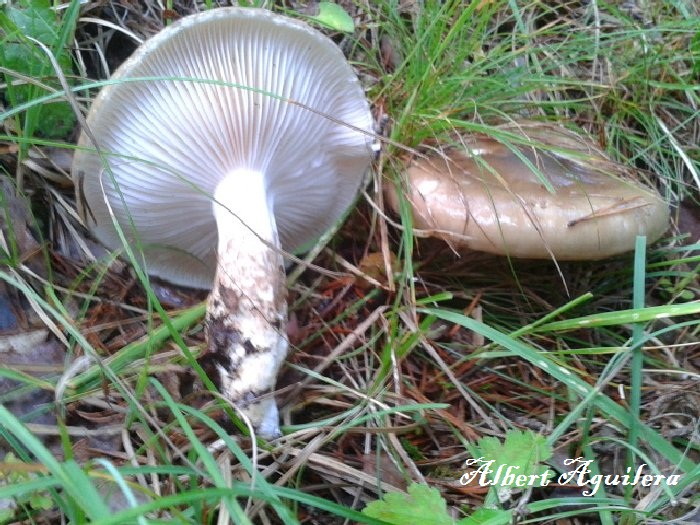
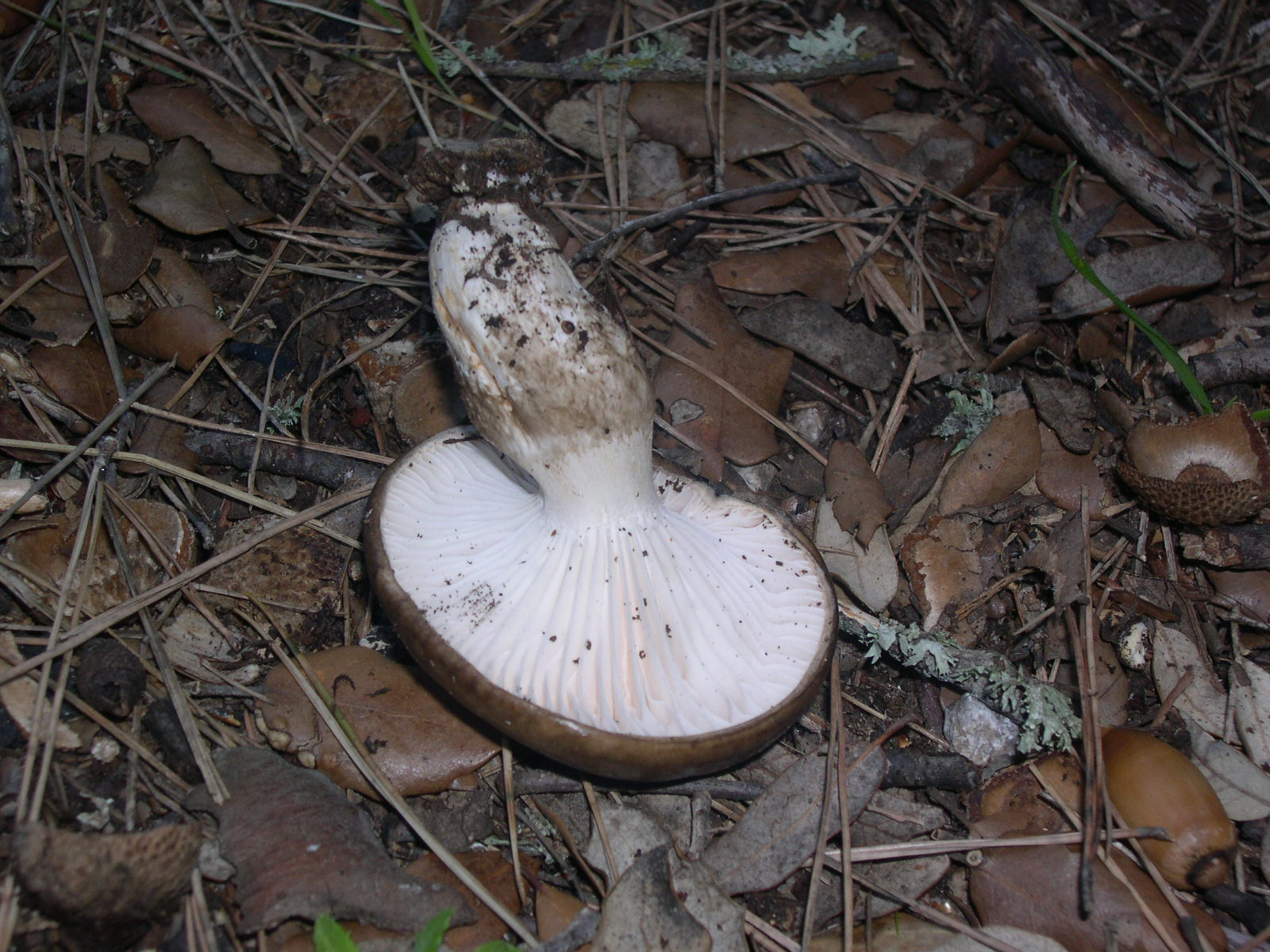
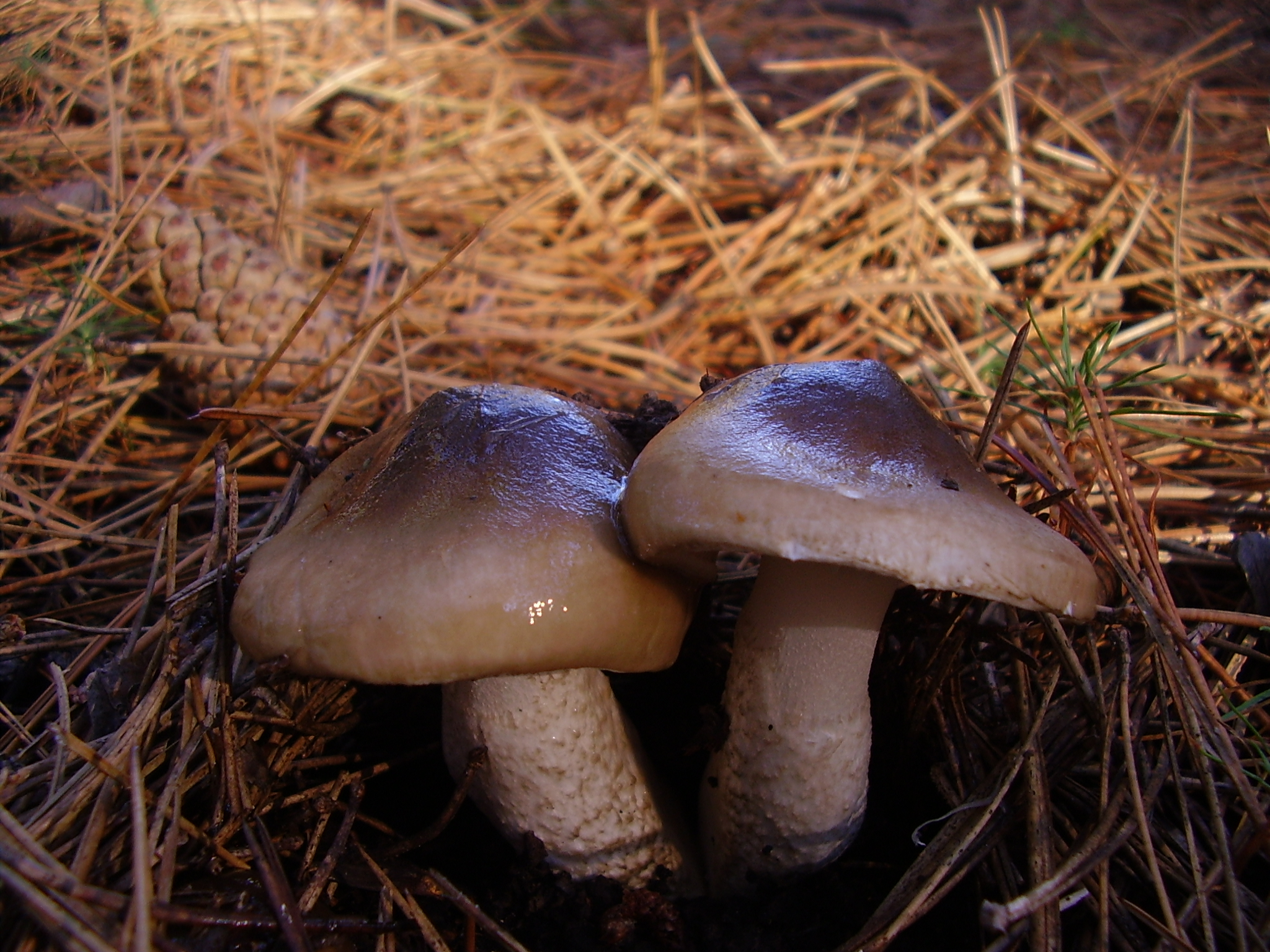